# Pezzo zero
Pezzo zero è una canzone di Lucio Dalla, pubblicata nell'album del 1973 Il giorno aveva cinque teste.
Composta dallo stesso Dalla, fu ripubblicata nel 1974 sul 45 giri Anna Bellanna/Pezzo zero. 

## Descrizione
Si tratta di un brano strumentale con i vocalizzi di Dalla. Rinunciando all'uso di parole sensate, con la sua voce l'artista emette onomatopee, rumori e suoni, proponendo un nonsense consapevole della sua stessa personalità e intensità'. 
D'altronde, «se le parole devono dire la disumanità e l’alienazione dei rapporti, perché non dirlo anche con suoni disumanizzati (incapaci di comunicare secondo i tradizionali codici linguistici) e alienati (strappati cioè al loro significato consueto)?».